# العلاقات البنمية القرغيزستانية
العلاقات البنمية القيرغيزستانية هي العلاقات الثنائية التي تجمع بين بنما وقيرغيزستان.

## مقارنة بين البلدين
هذه مقارنة عامة ومرجعية للدولتين:
| وجه المقارنة                                              | بنما                      | قيرغيزستان                      |
| --------------------------------------------------------- | ------------------------- | ------------------------------- |
| المساحة (كم2)                                             | 74.18 ألف                 | 199.95 ألف                      |
| عدد السكان (نسمة)                                         | 4.10 مليون                | 6.20 مليون                      |
| الكثافة السكانية (ن./كم²)                                 | 55.27                     | 31.01                           |
| العاصمة                                                   | بنما                      | بيشكك                           |
| اللغة الرسمية                                             | اللغة الإسبانية           | اللغة الروسية، اللغة القيرغيزية |
| العملة                                                    | بالبوا بنمي، دولار أمريكي | سوم قيرغيزستاني                 |
| الناتج المحلي الإجمالي (بليون دولار)                      | 61.84 مليار               | 7.56 مليار                      |
| الناتج المحلي الإجمالي (تعادل القوة الشرائية) بليون دولار | 87.37 مليار               | 20.45 مليار                     |
| الناتج المحلي الإجمالي الاسمي للفرد دولار أمريكي          | 13.27 ألف                 | 1.10 ألف                        |
| الناتج المحلي الإجمالي للفرد دولار أمريكي                 | 20.89 ألف                 |                                 |
| مؤشر التنمية البشرية                                      | 0.780                     | 0.655                           |
| رمز المكالمات الدولي                                      | +507                      | +996                            |
| رمز الإنترنت                                              | .pa                       | .kg                             |
| المنطقة الزمنية                                           | 00                        | ت ع م+06:00                     |

## منظمات دولية مشتركة
يشترك البلدان في عضوية مجموعة من المنظمات الدولية، منها:
| علم المنظمة | اسم المنظمة                        | تاريخ انضمام بنما | تاريخ انضمام قيرغيزستان |
| ----------- | ---------------------------------- | ----------------- | ----------------------- |
|             | يونسكو                             | 10 يناير 1950     | 2 يونيو 1992            |
|             | مؤسسة التمويل الدولية              | 20 يوليو 1956     | 11 فبراير 1993          |
|             | منظمة حظر الأسلحة الكيميائية       | ?                 | ?                       |
|             | مؤسسة التنمية الدولية              | 1 سبتمبر 1961     | 24 سبتمبر 1992          |
|             | منظمة التجارة العالمية             | ?                 | ?                       |
|             | وكالة ضمان الاستثمار متعدد الأطراف | 21 فبراير 1997    | 21 سبتمبر 1993          |
|             | الاتحاد البريدي العالمي            | ?                 | ?                       |
|             | منظمة الشرطة الجنائية الدولية      | ?                 | ?                       |
|             | الأمم المتحدة                      | 13 نوفمبر 1945    | 2 مارس 1992             |
|             | الاتحاد الدولي للاتصالات           | 14 يوليو 1914     | 20 يناير 1994           |
|             | البنك الدولي للإنشاء والتعمير      | 14 مارس 1946      | 18 سبتمبر 1992          |

## وصلات خارجية
- موقع وزارة الخارجية البنمية